# Guignol
Pour les articles homonymes, voir Les Guignols.
Guignol est une marionnette à gaine française créée à Lyon vers 1808 par Laurent Mourguet. Le terme désigne également par métonymie le théâtre de marionnettes comique dont Guignol est le personnage principal, formant avec Gnafron et Madelon le trio récurrent des pièces du répertoire classique.
À l'origine, ce théâtre déroule un canevas improvisé non écrit servant de gazette locale à caractère comique. Le répertoire écrit original comporte près d'une cinquantaine de pièces. Les premières, relevées par Victor-Napoléon Vuillerme-Dunand pour cause de soumission obligatoire à la censure de la Deuxième République, datent de 1852. Suivent le recueil du magistrat Jean-Baptiste Onofrio dont la première version anonyme date de 1865 et les manuscrits Durafour.
Le spectacle se pratique dans un castelet, selon la technique du burattino ou « marionnette à gaine » dont les particularités impliquent une gestuelle spécifique et des accessoires disproportionnés donnant lieu à un comique de situation caractéristique de la commedia dell'arte.
Emblème de la ville de Lyon, Guignol est tout à la fois l'héritier des traditions du XIXe siècle, chantre du parler lyonnais et support vivant des traditions théâtrales du spectacle français de la marionnette. Guignol est à l'origine de salles de spectacle, de compagnies, d'une littérature et d'une historiographie abondantes, d'une imagerie populaire comique et sert de support à divers types de médias et spectacles dont la publicité et une émission de télévision, les Guignols de l'info.

## Historique

### Étymologie
Il existe plusieurs hypothèses sur l'origine du nom de Guignol. Les historiens évoquent ces hypothèses sans qu'aucun n'attribue à Laurent Mourguet la paternité d'une création pure,.

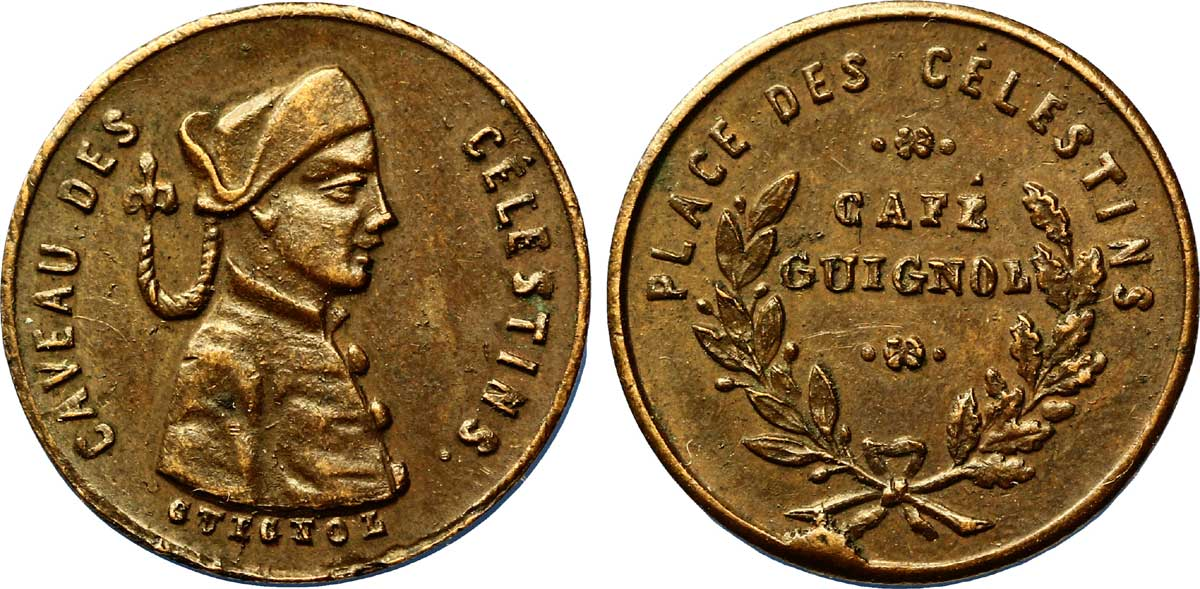
Jeton à l'effigie du café concert Guignol appartenant au Caveau des Célestins, établissement ouvert des années 1826 à 1857.

Dans son recueil de pièces intitulé Théâtre lyonnais de Guignol datant de 1865, Jean-Baptiste Onofrio évoque un voisin de Mourguet, venu tester ses plaisanteries, qui disait, « c'est guignolant ». Mourguet aurait repris cette expression durant ses spectacles, et le public aurait nommé la marionnette en transformant guignolant en guignol. L'historien Paul Fournel conteste cette version et s'étonne que le nom de la marionnette ait pu être donné par le public et insiste sur le fait que guignolant n'a pas toujours voulu dire drôle, ce qui rend peu probable cette étymologie. Selon l' Encyclopédie Larousse, Guignol était le nom d'un canut lyonnais, que Mourguet donna à sa poupée.
Desvernay estime que le mot vient de Guign'œil, mais les yeux de la marionnette ne montrent aucune malformation particulière et on apprend dans la pièce Le pot de confiture que Guignol ne louche pas,. En 1927, Jean Toneli évoque Nitouche et Guignolet, une pièce de Dorvigny que Mourguet connaissait, ou encore l'installation du théâtre de Guignolet sur l'avenue des Champs-Élysées à Paris en 1818, qui aurait pu inspirer le nom du théâtre et celui de la marionnette. Toutefois, cette hypothèse est peu probable en raison de l'année 1808, retenue par l'historien Tancrède de Visan pour dater la création de la marionnette.
Une dernière hypothèse semble l'emporter chez les historiens qui reprennent Onofrio,,. Elle évoque un personnage réel nommé Guignol qui aurait servi de modèle à la marionnette. Le patronyme est attesté dans la région lyonnaise mais demeure rare,. Il pourrait provenir du nom d'un village lombard, Chignolo. Le glissement onomastique sur la base d'un toponyme étant un phénomène courant à cette époque, Guignol viendrait de Chignol, une graphie attestée dans le recueil d'Onofrio. A existé à Paris un théâtre du Grand-Guignol qui présentait des pièces sanglantes et macabres étudiées pour épouvanter les spectateurs et spécialement les spectatrices,. Dans la langue populaire, « guignol » signifiait théâtre populaire peu réaliste, tandis que guignolo (d'après le personnage de Jean-Paul Belmondo, dans le film de Georges Lautner) désigne une sorte d'escroc vaudevillesque.

### Le théâtre des marionnettes en France auxXVIIeetXVIIIesiècles
Dès la Renaissance, les marionnettes accompagnent les vendeurs ambulant pour attirer le chaland et deviennent au XVIIe siècle le principal conservatoire des personnages comiques, popularisés par la commedia dell'arte. Le théâtre de marionnettes se voit refuser l'entrée des théâtres royaux en France, ce qui a pour conséquence la création de spectacles sur les boulevards parisiens. Jean Brioché importe Polichinelle et créé de nouveaux textes pour animer ses spectacles du pont Neuf. Les interdits royaux sur la parole provoquent l'émergence d'une littérature consacrée au théâtre de marionnettes, portée par des auteurs comme Fuzelier, Lesage ou d'Orneval, séduits par une liberté d'expression retrouvée. Au XVIIIe siècle, le théâtre d'ombre de Séraphin (1745-1800) et la passion de la duchesse du Maine pour cet art permettent la survivance de cette tradition avant l'explosion créatrice du XIXe siècle. La Révolution française marque une ère nouvelle qui voit la naissance de nombreuses marionnettes dont les personnages spécifiques sont « issus des conjonctures provinciales ». Laurent Mourguet, créateur de Guignol est l'un des précurseurs de ce foisonnement créatif qui voit naître Kasperle en Allemagne, Kašpárek en Europe centrale, Tchantchès en Belgique ou Lafleur en France.

### Laurent Mourguet, les débuts du créateur

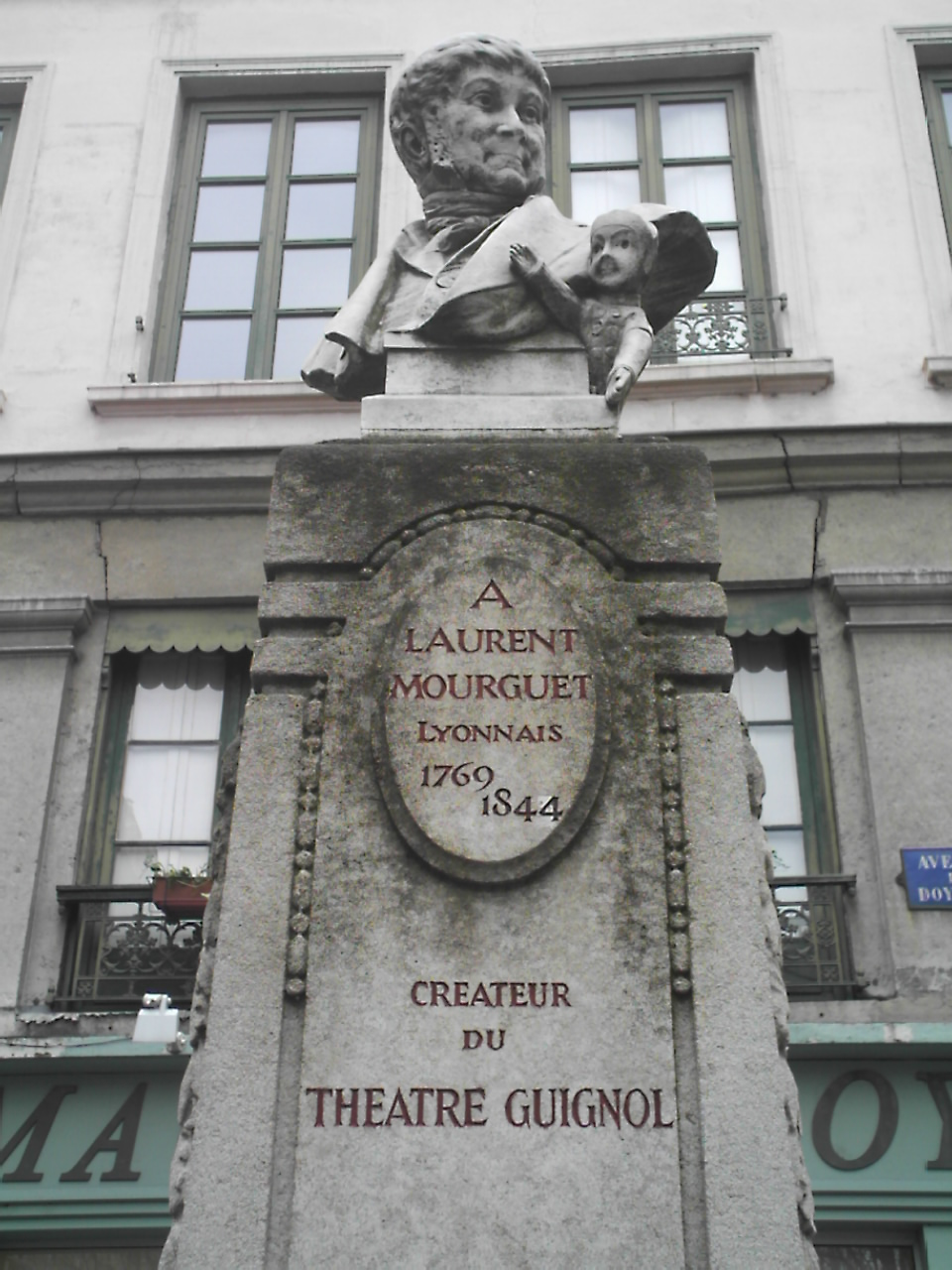
Laurent Mourguet, l'inventeur de Guignol, la marionnette de rue. Buste avenue Doyenné, Lyon, 69005 (France).

Laurent Mourguet naît en 1769 à Lyon dans une famille de canuts. Il reçoit pour seule formation celle du métier de ses parents : le tissage de la soie. Marié en 1788 avec Jeanne Esterle dont il aura dix enfants, il baigne dans un milieu où la culture est importante, bercé par le théâtre et le goût des livres bien qu'il ne sache pas écrire et n'apprendra jamais. À la Révolution, la pénurie de travail guette les ouvriers de la Fabrique et nombre d'entre eux doivent se reconvertir. Mourguet quitte la ville pour la campagne et se fait marchand ambulant de bricoles, picarlats, remèdes et aiguilles. Il découvre l'univers des vogues de campagne, des cabarets et du patois local. Il ne quitte pas Lyon pour autant et déménage à deux reprises. En 1795, il se fixe dans le quartier de Saint-Paul, au 2, place de la Boucherie, logement qu'il ne quittera qu'en 1840 pour Vienne où il termine sa vie.
Ce qu'il a fait à la campagne, il va le faire à Lyon et s'installe en 1797 comme arracheur de dents sur les places de la ville. Afin d'attirer sa clientèle, il monte un spectacle de marionnettes, poursuivant une tradition bien ancrée depuis le XVIIe siècle,. Sur une base textuelle improvisée et selon l'humeur du marionnettiste et l'actualité du jour, le spectacle remplit une fonction de gazette et se dresse en souriant contre les injustices que subissent les petites gens. Il utilise les marionnettes à gaine du burattino italien sur la base du théâtre classique de Polichinelle et les trames de la commedia dell'arte. Il devient marionnettiste professionnel dès 1804 et monte un premier théâtre rudimentaire dans la grande allée des Brotteaux au milieu du jardin du Petit Tivoli. Ses improvisations sur la base du répertoire italien attirent les promeneurs.
Il s'adjoint les services de Lambert Grégoire Ladré dit père Thomas. Selon une des hypothèses avancées par les historiens de Guignol, la marionnette de Gnafron, maillon essentiel de la naissance du théâtre de Guignol, aurait été créée par Mourguet au départ de Thomas pour garder le souvenir de son inestimable compagnon, gouailleur quoique trop porté sur le vin du Beaujolais. Les deux amis se réunissent de nouveau lorsque Mourguet s'installe au rez-de-chaussée de son logis pour monter un spectacle au déroulé classique : monologue de Polichinelle, scène d'improvisation théâtrale accompagnée de musique et théâtre d'ombres.

### Naissance de Guignol

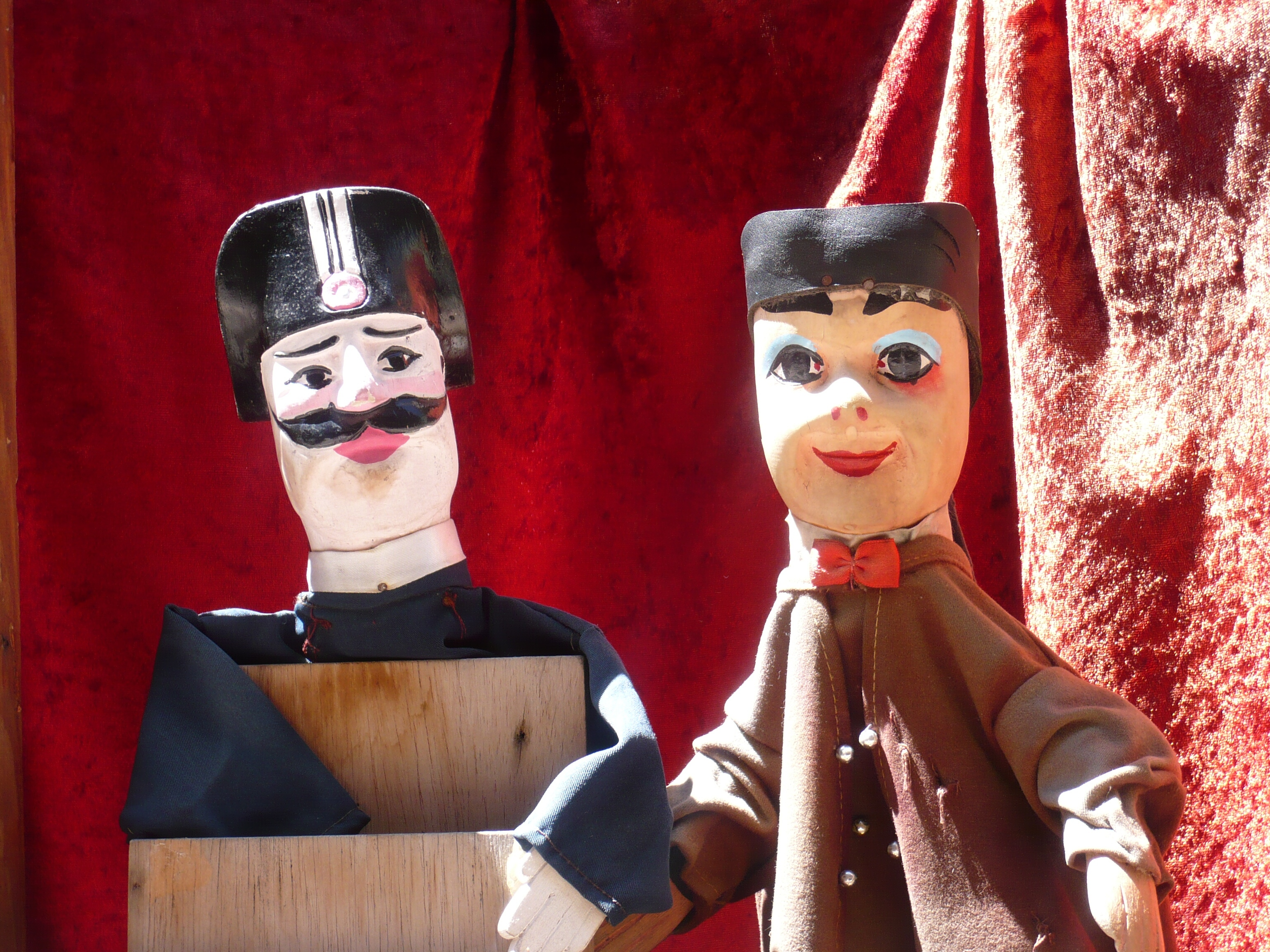
Guignol de Lyon.

Peu après, Mourguet entre à la crèche de la rue Noire, une des innombrables qu'abrite Lyon. De simple appariteur de décors, Mourguet commence à manipuler les marionnettes et apprend le répertoire du théâtre : lors de la première apparition de Guignol que l'on date traditionnellement du 24 octobre 1808, la marionnette porte le costume du Père Coquard (jaquette de bure marron haut collet et boutons jaunes, un nœud papillon rouge et bicorne de cuir noir aux bords rabattus qui laisse dépasser une couette en queue de souris), un des personnages qu'il a appris à jouer, un homme du peuple apportant un peu de simplicité et de bonne humeur, dans la veine du théâtre traditionnel des mystères. La tête est une copie de celle de Mourguet lui-même : visage rond et fossettes qui encadrent un large sourire.
Né de cette tradition de simplicité, Guignol apparaît comme le porte parole des petites gens, prenant la place d'un Polichinelle qui lasse le public dans le courant individualiste et libertaire du Premier Empire. La marionnette est attestée de façon certaine vers 1818, période à laquelle la collaboration déjà rare du père Thomas s'arrête définitivement. Mourguet déménage à plusieurs reprises mais reste propriétaire des endroits où il monte ses représentations. Les années fastes du café-théâtre viendront bien plus tard.
Petit à petit le répertoire s'épuise et Mourguet doit jouer plusieurs personnages à la fois, ce qui le pousse à faire appel à d'autres manipulateurs : en 1820, des dix enfants nés de son mariage, Étienne (né en 1797) et Rose-Pierrette (née en 1804) forment avec leur père le noyau de la troupe, vite rejoints par l'époux de Rose-Pierrette, Claude Louis François Josserand, connu sous le nom de Louis Josserand I.

### Les héritiers de Mourguet auXIXesiècle
Des dix enfants de Laurent Mourguet, deux perpétuent la tradition familiale au XIXe siècle: Étienne (né en 1797) et Rose-Pierrette (ou « Rosalie », née en 1804). Celle-ci épouse Louis Josserand, qui hérite de la direction de son théâtre.
Pour le personnage de Gnafron, Josserand fait appel à Victor-Napoléon Vuillerme-Dunand.
Plus tard encore, ce sont les deux enfants de Rosalie et Louis Josserand, Louis et Laurent qui reprennent, l'affaire familiale. Laurent épouse la fille de Vuillerme-Durand.

### Guignol à Lyon auXXesiècle

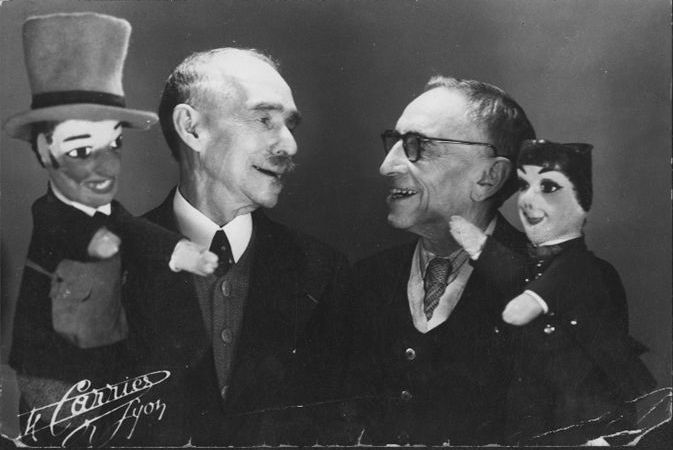
Pierre et Ernest Neichthauser tenant Guignol et Gnafron.

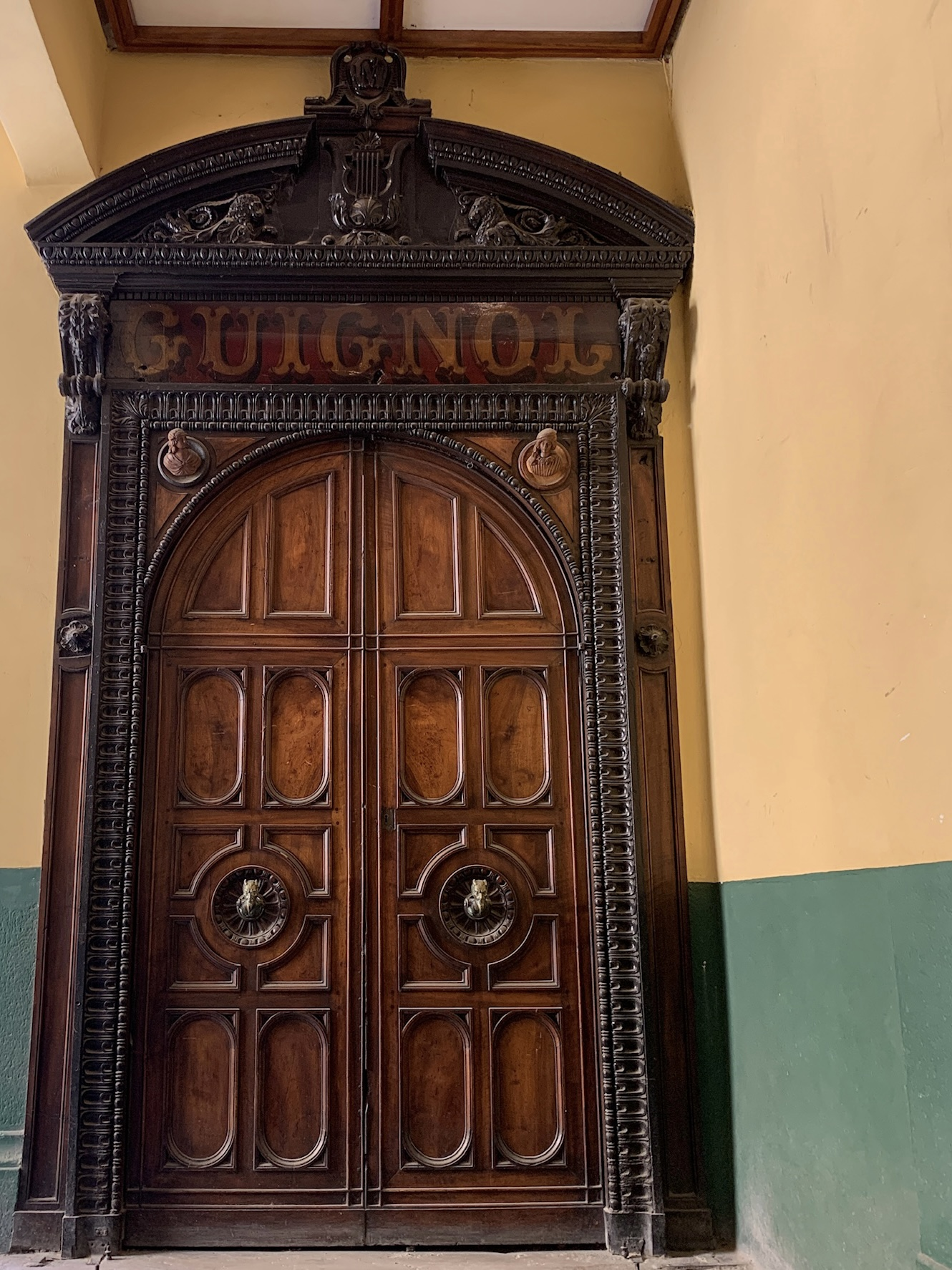
Porte de l'ancien théatre du Gymnase.

Après la célébration du premier centenaire en 1908, le Guignol lyonnais des frères Pierre et Ernest Neichthauser connut un très grand succès national et même international. Éléonore Josserand, la femme de Pierre Neichtauser étant la fille de Laurent. Cette gloire du théatre du Gymnase du quai Saint Antoine allait s'estomper après la guerre de 39/45, pour s'achever avec la rénovation du quartier Mercière.
La famille Neichthauser s'installe en 1966 au Théâtre Le Guignol de Lyon dans le Palais Bondy jusqu'en 1983.
À partir des années 1960, c'est la troupe du Petit Bouif qui allait tenir le haut du pavé dans son théâtre de la rue Saint Georges, et sous l'impulsion de Jean-Guy Mourguet (1929-2012), descendant à la cinquième génération du créateur de Guignol, dont il reprenait le nom. Il prendra la direction du Théâtre le Guignol de Lyon de 1983 à 1990.
Après un ultime spectacle de la troupe fin des années 1990, germera chez Jean-Guy Mourguet qui souffrait d’arthrose et ne pouvait plus lever les bras, l’idée de léguer sa collection de marionnettes, accessoires, documents… au village de Brindas où il habite, et où les Neichthauser ont vécu, avec la perspective d’y ouvrir un musée. Ce sera chose faite en janvier 2008 avec l’aide de la CCVL, communauté de communes des Vallons du Lyonnais avec l'ouverture à Brindas du Musée-théâtre Guignol.

### Guignol à Lyon aujourd'hui

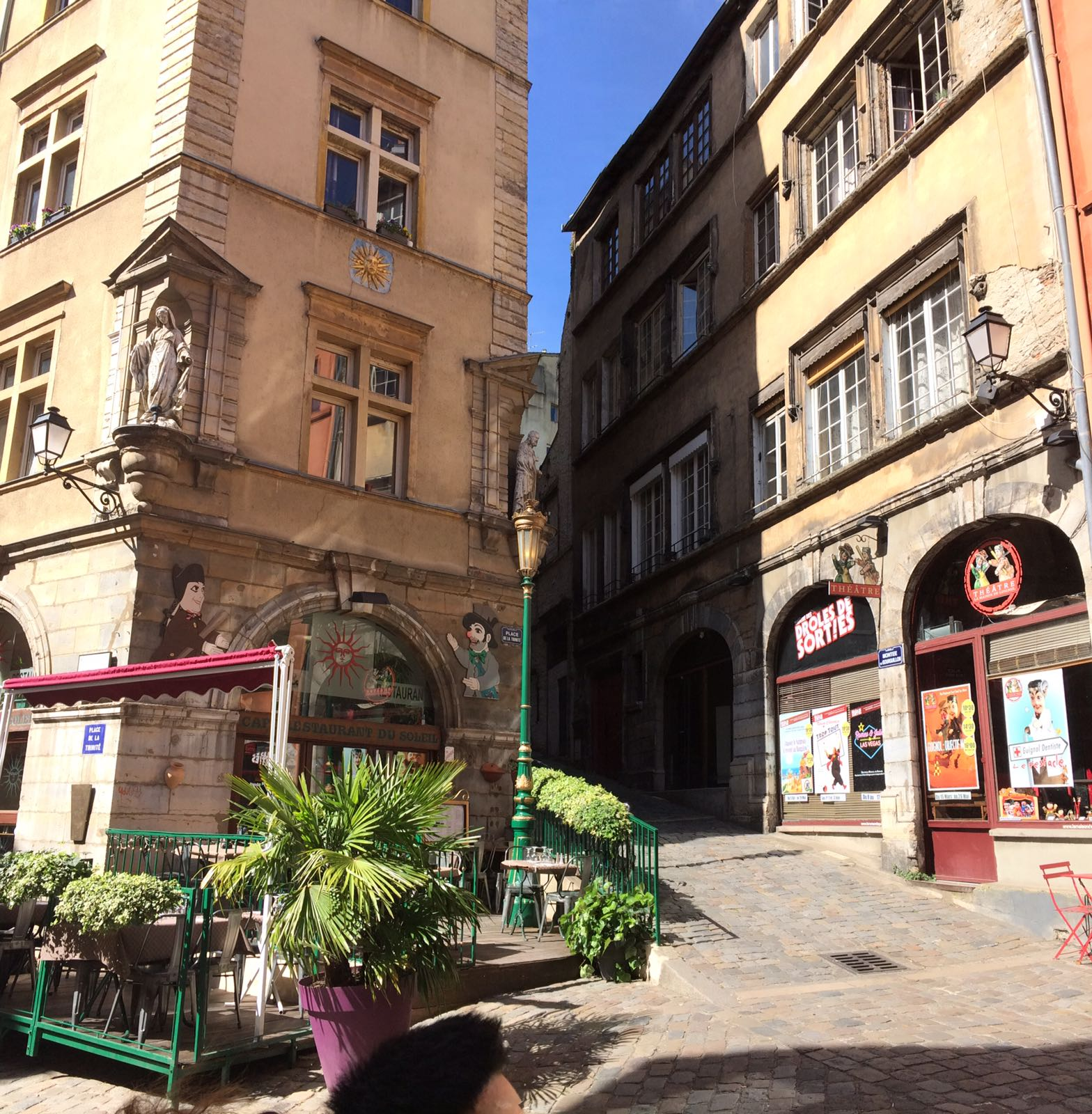
La maison de Guignol (Cardelli).

En 1929 Marius (le père) crée « La compagnie Streble », aujourd'hui toujours animée par Daniel Streble (le fils). Sous la houlette de ce dernier, Guignol s’est installé en décembre 1993 au sein du « complexe de la Ficelle » à la Croix Rousse. Le théâtre « Guignol, un gone de Lyon » de la Compagnie Daniel Streble, était né !
En 1965, le théâtre La Maison de Guignol ouvre et propose maintenant des spectacles toute l'année à l'endroit même du plus célèbre décor de Guignol, la montée du Gourguillon à Saint-Georges.
En 1998, la Compagnie des Zonzons s'est vu confier le Guignol du Théâtre Le Guignol de Lyon soutenu par la Ville de Lyon, successeur du Théâtre des Neichthauser et de Jean-Guy Mourguet. En plus des spectacles pour enfants, ils essaient de renouer avec une tradition plus adulte en commentant l'actualité dans les bistrots. En 2017, la compagnie M.A prend le relais. C'est au sein de ce théâtre, au 2 rue Louis Carrand que l'on peut retrouver près de deux cent cinquante marionnettes historiques, inscrites au Patrimoine de la Ville de Lyon.
En 2008, la ville de Lyon célèbre le bicentenaire de la naissance de Guignol. Des nombreuses manifestations sont prévues au cours de l'année. Le premier week-end de juin 2008, la majeure partie des « Guignolistes » français se sont retrouvés au jardin d'acclimatation à Paris pour célébrer les 200 ans de ce symbole hexagonal.
C’est dans la salle consacrée à Guignol du musée des arts de la marionnette que se trouve la plus ancienne marionnette de Guignol connue. Cette marionnette à gaine en bois et en toile appartenait à Laurent Mourguet lui-même. Transmise de génération en génération, elle est donnée aux musées Gadagne en 1949 par Pierre Neichthauser, descendant par alliance des Mourguet.
Un petit musée lui est dédié en plein Vieux Lyon, le Petit Musée de Guignol, depuis 2005.
Un musée-théâtre abritant une importante collection de marionnettes données par Jean-Guy Mourguet (descendant de Laurent Mourguet), a ouvert ses portes à Brindas cette même année.
En 2015, à la suite des attentats de Charlie Hebdo, la Compagnie des Zonzons et le collectif Foutou'art organisent l'exposition "Y'a ceux qui disent" autour de Guignol et de la Liberté d'Expression,. L'exposition nous rappelle que la marionnette n'a pas fait qu'investir les théâtres, elle fut également une figure importante de la satire politique dans la presse lyonnaise dès 1865.

## Le théâtre de Guignol en France auXXIesiècle
Bien que d'origine Lyonnaise, le théâtre Guignol s'est développé grâce à ses interventions parisiennes. Les deux plus anciens Guignol de Paris sont « le vrai Guignolet » de Pierre Guentleur en 1818 et « le vrai Guignol » de Pierre Dumont (un Lyonnais monté à Paris) en 1836, tous deux situé à l'origine sur les champs Élysées. Le développement de parcs et jardins par la mairie de Paris allaient donner naissance à de nombreuses concessions et Guignol y trouva refuge. Certaines ont disparu comme le guignol du jardin des Tuileries, d'autres se créent. On compte aujourd'hui 4 théâtres à Lyon pour plus d'une douzaine à Paris où le style est plus interactif et le répertoire enrichi de nombreuses adaptations d'histoires et contes populaires.
- À Lyon et région lyonnaise :
  - le musée théâtre Guignol à Brindas ;
  - le Guignol du parc de la tête d'or (Moritz) ;
  - le Guignol de la croix rousse salle la Ficelle (Daniel Streble) ;
  - le théâtre le Guignol de Lyon (La Compagnie M.A) à St Jean. Théâtre de Guignol soutenu par la Ville de Lyon[12] ;
  - la Maison de Guignol (Cardelli).
- À Paris et région parisienne :
  - le guignol du Luxembourg (Francis-Claude Desarthis) ;
  - le guignol du parc Montsouris (Michel-Henri Rank) ;
  - le guignol du Champ de Mars  (Julien Sommer)
  - les deux guignol des buttes Chaumont : Anatole (Pascal Pruvost) et Guignol de Paris (Baptiste Rank) ;
  - le guignol du jardin d'acclimatation (François Alain) ;
  - le guignol du parc de Choisy (Dominique Roizin) ;
  - le guignol du square saint Lambert (François Alain) ;
  - le guignol du Ranelagh (Pierre Lefaucheux) ;
  - le guignol du parc de Sceaux (Fabrice Fraisse) ;
  - le guignol du parc floral de Vincennes (Jean Philippe Desrousseaux) ;
  - le guignol de l'île Saint Germain à Issy les Moulineaux (Pascal Mesnier).
  - marionnettes des Champs-Élysées  ( sans activité actuellement )
  - le guignol du parc des Chanteraines à Gennevilliers (Les petits bouffons)
  - le guignol du parc Monceau (Michel Henri Rank)
- À Bordeaux :
  - Guignol Guerin au jardin public et parc bordelais
- À Publier (entre Evian et Thonon les bains) : Les marionnettes du Leman

## Technique et décors

### Leburattino
Les personnages évoluent selon la technique du burattino. Ce terme italien aurait deux origines possibles : de buratto, l'étoffe grossière servant à tamiser la farine dont on confectionne le costume de la marionnette ou du personnage Burattino de la commedia dell'arte. Le burattino est synonyme de marionnette à gaine.
La tête est en bois, généralement en tilleul, plus rarement en peuplier en hêtre ou en pin. Elle doit être robuste pour supporter les chocs. Elle mesure 15 et 18 centimètres, les yeux et les cheveux sont sculptés dans la matière sauf pour le sarcifis de Guignol en laine. Les membres sont généralement disproportionnés. Les bras sont rendus rigides par des manchons en papier ou en cuir prolongeant les mains en bois afin de permettre à la marionnette de porter des accessoires lourds. La gaine mesure une cinquantaine de centimètres au total.
La tête est manipulée par l'index tandis que chaque bras l'est par le pouce pour l'un, et par les autres doigts pour l'autre. Le poignet maintient la gaine au niveau de ses hanches tandis que le coude figure les pieds. L'absence de jambe a pour conséquence que certaines actions emblématiques du théâtre comique ne sont pas permises, notamment coups de pied et pirouettes. La rigidité des bras rend peu naturel le transport d'accessoires au point que ceux-ci doivent être sur-dimensionnés. Ainsi, selon Paul Fournel, « c'est pour cette raison que le bâton de Guignol ressemble à un tronc d'arbre et que la bouteille de Gnafron a des allures de jéroboam ». Cependant, ce même auteur souligne la « souplesse et une vivacité exceptionnelle » de la marionnette et du jeu que permet le mouvement direct de la main à l'intérieur de la gaine et l'utilisation de la pleine voix du manipulateur en raison de sa proximité avec la marionnette.
Les mouvements de la marionnette ne peuvent ainsi reproduire les mouvements humains et le burattino est davantage symbolique que les marionnettes à fils : le manipulateur doit trouver des mouvements particuliers pour traduire certaines émotions. Les mouvements de la tête permettent de rythmer la phrase et pallient le manque d'expression d'une bouche fixe. De même, les glissements de la marionnettes peuvent traduire des émotions, vers l'arrière la peur et l'étonnement, vers l'avant l'avidité ou la cupidité.
Lemercier de Neuville indique qu' "Il ne faut pas oublier que la tête du personnage n'a d'autre physionomie que celle que lui a donnée le sculpteur et que, par conséquent, elle ne peut traduire les divers mouvements de l'âme. Ce sont donc les bras qui s'en chargeront. (...)
La douleur : — Il ramène ses deux moignons sur sa face, pendant que le poignet fait des mouvements saccadés de bas en haut.
Le rire : — Même geste, mais en écartant les moignons à diverses reprises comme s'il applaudissait. Le rire fou s'exprime en faisant en outre se rouler le guignol sur la tablette ; il se gondole, comme on dit vulgairement.
L'effroi : — Baissez légèrement la tête et relevez les moignons derrière en les écartant.
L'étonnement : — Se traduit de même, mais la tête relevée.
La méditation : — Relevez un seul moignon sur la face.
La colère : — Baissez la tête, les moignons en avant.
Le salut : — Se fait majestueusement en baissant le poignet avec un mouvement saccadé, à plusieurs reprises.
Les autres gestes dérivent de ceux-là et l'opérant saura bien les trouver. (https://gallica.bnf.fr/ark:/12148/bpt6k6136360f/f2.item).

### Le jeu
Le marionnettiste joue debout, les bras levés dans ce que l'on nomme le castelet (théâtre de marionnettes).
La tradition veut que Guignol joue à droite du public et soit tenu par la main gauche du marionnettiste et inversement pour Gnafron. Comme dans un théâtre classique, le côté cour (à droite du spectateur lorsqu'il regarde la scène) s'appelle donc le côté Gui, pour Guignol. Et le côté jardin (à gauche) prend le nom de côté Gna, pour Gnafron. Les entrées de la rue se font du côté Gui et celles des appartements du côté Gna.

### Les décors

#### Castelet

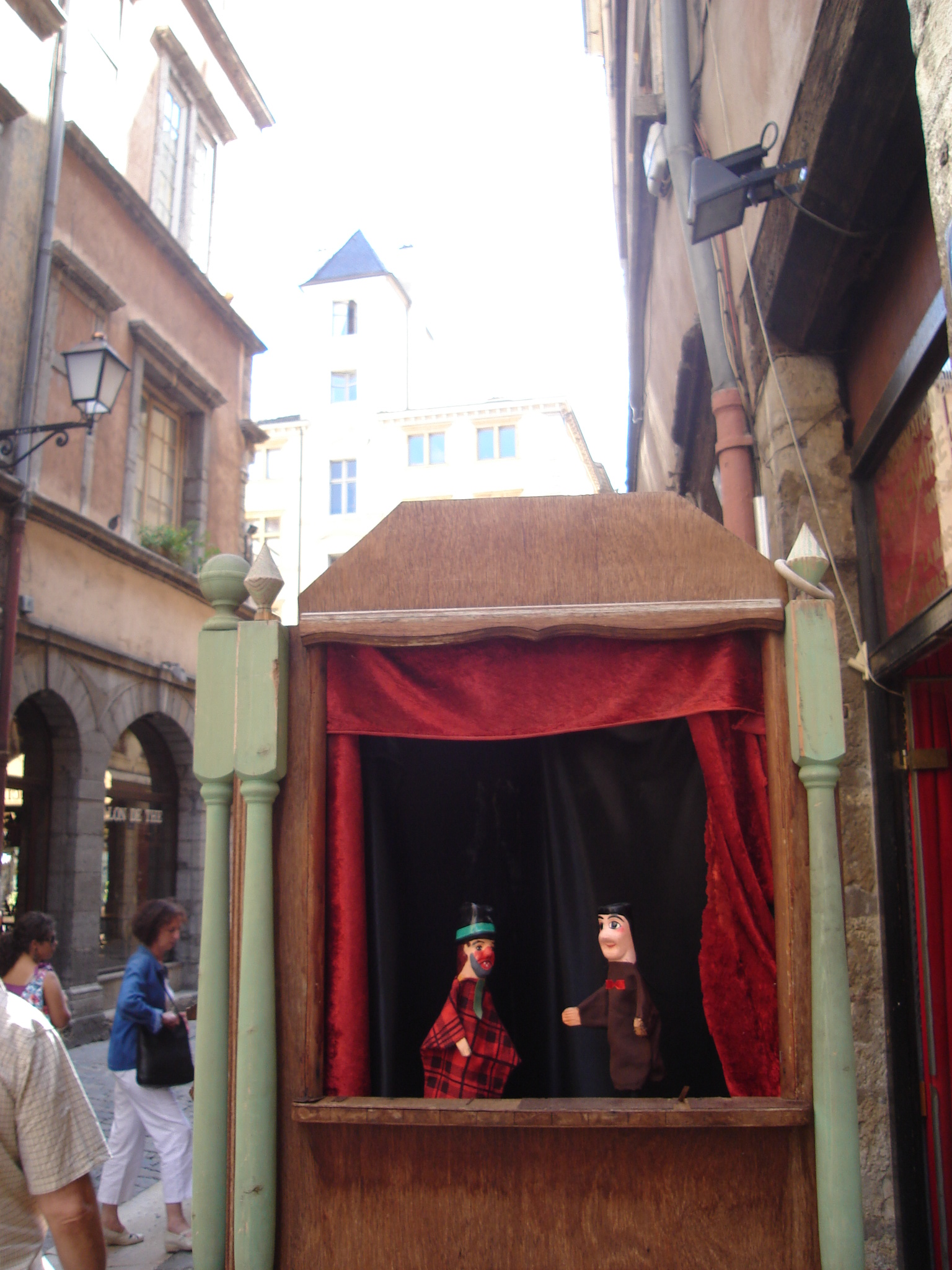
Un castelet de bois dans une rue du Vieux Lyon présentant de gauche à droite Gnafron et Guignol.

Le traditionnel décor du castelet servant aux représentations de Guignol se situe à Lyon, le plus souvent Place de la Trinité, devant le théâtre « La Maison de Guignol ».
À mesure que le répertoire s'élargit et se diversifie, le nombre de décors augmente ; notamment avec l'apparition des féeries puis des parodies, spectacles plus ambitieux, nécessitant parfois près de cinq décors différents.
Ces décors sont réalisés à la manière du théâtre italiens ; le fond étant peint sur toile, et les coulisses sur des panneaux de contreplaqué. On place généralement deux, parfois trois panneaux l'un devant l'autre afin de créer plus de profondeur à la scène.
Le théâtre conserve encore aujourd'hui plus de 1 000 costumes et 300 toiles, dont celles du peintre lyonnais Alexandre François Bonnardel, artiste renommé qui travailla notamment avec les frères Neichthauser au Théâtre Saint-Antoine.

#### Accessoires
Guignol utilise une tavelle, sorte de bâton de bois pour rosser les vilains. La tavelle est très souvent fendue en deux, voire en quatre, afin de faire le plus de bruit sans avoir à trop taper et abîmer les marionnettes ou décors.
D'après Lemercier de Neuville, dans Nouveau théâtre de Guignol, série I, () "les pièces de monnaie, les petits objets, croix, médailles, etc., que se donnent les personnages entre eux n'existent pas ; d'abord le public ne les distinguerait pas, puis il serait impossible de les prendre. Le geste seul du Guignol doit les désigner".
Les accessoires varient en fonction de la pièce qui est jouée. Ainsi, dans Nouveau théâtre de Guignol, série I, Lemercier de Neuville prévoit, pour jouer les pièces présentées les accessoires suivants : Banc. Buffet. Table. 2 assiettes. 2 verres. 2 bouteilles. 2 bâtons. Vase de nuit. Paquet de balais attachés. Balai, seul. Paquet d'effets. Tire-pied. Canne à pêche. Épuisette. Panier. Savate. Bonnet de coton. Casserole. Chaussette. Guenille. Hareng-saur. Nappe. Petit chandelier et bougie. Potence avec corde. 2 sabres. 2 pistolets. 3 sacs en toile. 2 petits sacs de pommes de terre. Papillon en papier monté sur fil de fer. Petit Journal. Paquet de tabac. Boîte au lait avec plâtre ou poudre d'albâtre.
Ces accessoires ne se trouvent pas dans le commerce et, comme le dit Lemercier de Neuville lui même : "C'est encore à l'intelligence et à l'habileté des petits amateurs que nous devons faire appel. Tous les accessoires ne se trouvent pas dans le commerce, il faut les confectionner. Ceux qu'on trouve n'ont pas souvent la proportion voulue, il est utile de remédier à tout cela. Il en est de même des décors, qui demandent parfois des modifications. Mais cela ne saurait être un obstacle pour l'amateur de guignol ; il trouvera au contraire un certain plaisir à être le machiniste et le décorateur de son théâtre et, s'il ne sait ni dessiner ni peindre, ces modifications, en tous cas, ne lui coûteront pas cher."

## Personnages
Les personnages principaux du théâtre de Guignol sont le canut Guignol, son compagnon Gnafron et Madelon souvent surnommée « Mère la Grogne », l'épouse de Guignol, parfois fille de Gnafron. On trouve également Toinon, l'épouse de Gnafron, le gendarme, également appelé « Flageolet » ou « Pandore », mais ce nom n'apparaît pas dans les textes traditionnels[réf. nécessaire], le propriétaire Canezou, le bailli ou encore Madame Quiquenet, la concierge.

### Guignol

#### Historique
Les conditions exactes de la création de Guignol sont peu connues. Les historiens se posent encore la question de savoir d'où vient ce nom si particulier. Mourguet s'est-il inspiré d'un nom existant déjà — il avait plusieurs sujets d'inspiration —, ou le nom de « Guignol » est-il tout simplement sorti de son imagination ? Le mystère reste complet.
La date de création de Guignol est elle-même sujette à controverse. La date du 26 octobre 1808 est retenue comme officielle, mais souvent remise en question, notamment par l'historien Paul Fournel, qui affirme qu'elle est sans doute fausse. Selon lui, Guignol serait plus tardif, il pourrait avoir été créé plutôt vers 1815.
Guignol a été créé après Gnafron. Mourguet le tailla à son image, et l'habilla du costume traditionnel du père Coquard.
L'évolution du personnage, quant à elle, ne subit pas de grande modification — contrairement à Gnafron, dont le visage subira de nombreuses modifications. Partout l'on retrouvera cette même face lisse, presque naïve, sans nez, toujours jeune. À ses débuts, Guignol ne sourit pas. Il faudra attendre l'apparition des frères Neichthauser et du sculpteur Frédéric Josserand, qui taillera à la marionnette son premier sourire, que plus tard Ernest Neichthauser seul augmentera encore en lui faisant apparaître les dents.

#### Caractère
Guignol est un personnage assez ambigu. À la fois naïf et malin, honnête et sans scrupules, le personnage change, évolue sans cesse au cours des pièces.
Les traits dominants restent le côté bon vivant, l'attrait pour la bonne chère, le bon vin (d'autant plus exacerbé que les occasions sont rares et la misère quotidienne) ; l'amitié (notamment avec son ami Gnafron) ; sans oublier les fameux coups de bâton, ou tavelle - quand l'ironie ou l'astuce ne suffisent plus.
Dans son répertoire, Onofrio donne une description assez fidèle de ce personnage réunissant les contraires et les paradoxes.
D'un certain point de vue, on pourrait presque comparer Guignol à l'Arlequin de la Commedia dell'arte : tantôt courageux, tantôt poltron, farceur sans scrupules capable d'apporter son aide en cas de besoin, parfois agile et rusé, d'autres fois balourd et franchement bête.
Paul Fournel, dans son ouvrage "Guignol, les Mourguet", retrace en sept points les principales qualités de Guignol.

### Gnafron

#### Étymologie et origine
Le nom de Gnafron a pour origine le terme gnafre, « savetier, cordonnier ».
Premier acolyte de Laurent Mourguet, le père Thomas aurait directement inspiré la marionnette de Gnafron : les deux compères lassés du répertoire italien et de Polichinelle se séparent rapidement car Thomas est trop porté sur le vin du Beaujolais. Mourguet, resté seul, aurait créé la marionnette de Gnafron à l'effigie de Thomas pour garder avec lui son inestimable compagnon. La ressemblance avec les images que l'on possède de Thomas et la marionnette de Gnafron appartenant à Mourguet est suffisamment frappante pour étayer cette thèse toutefois mise à mal par le marionnettiste Durafour qui s'étonne du peu de place de Gnafron dans les pièces qui sont attribuées à Mourguet et suppose que la marionnette aurait plutôt été créée à l'époque de Jacques Mourguet fils par le père Chapelle, syndic des crocheteurs. La marionnette aurait pu exister sous un autre nom et aurait été nommée par Jacques Mourguet du vocable local gnafre qui signifie cordonnier. La création de la marionnette n'est pas datée avec certitude mais semble contemporaine de celle de Guignol, vers 1808.

#### Caractère
Comme Guignol, c'est un bon vivant.
Il apprécie particulièrement le bon vin, cela se voit rien qu'à son visage, profondément rougi par le beaujolais.
C'est un personnage drôle, mais aussi généreux et profond.

### Madelon
Madelon, c'est la femme de Guignol ; elle est parfois la fille de Gnafron et promise à Guignol. Elle empêche son mari d’aller au cabaret avec Gnafron et est souvent battue. C’est une femme forte et acariâtre.

### Les autres personnages

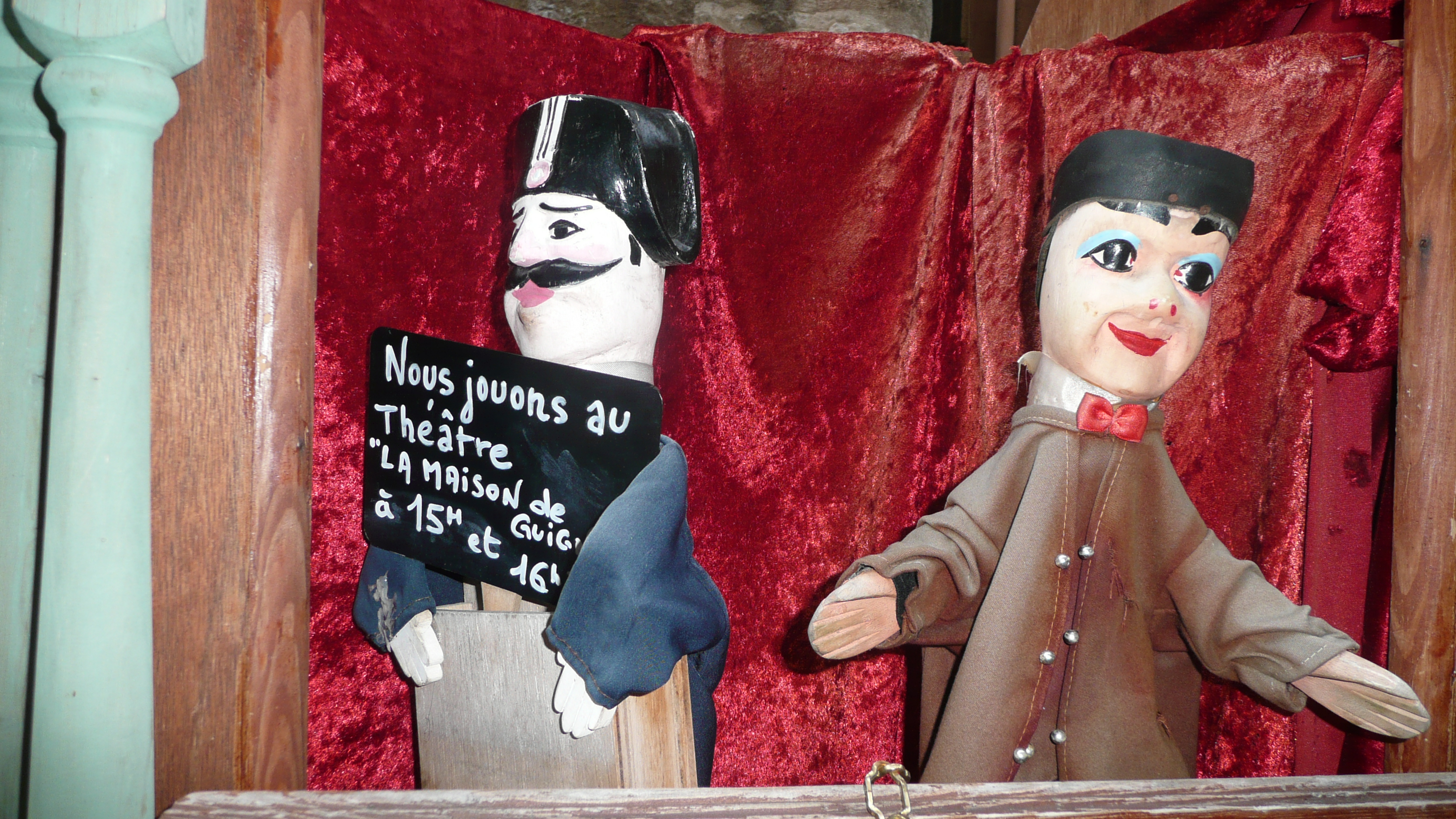
Un gendarme et Guignol.

- Cadet, garçon naïf, parfois même un peu niais, ami de Guignol et Gnafron.
- Canezou, le propriétaire.
- Le Juge, ou Bailli.
- Le Gendarme (appelé de diverses manières : Chibroc, Flageolet, La Ramée, brigadier Lafleur...). Il est très souvent en compagnie du Brigadier, comme escorte du Bailli.
- Le Voleur, (Lafouine, Sacripant, Bras-de-fer) plus bête que méchant
- Cassandre, le bourgeois, qui joue parfois aussi les pères.
- Émilie, (Estelle, Fanchette) la jeune première.
- Octave, (Victor) le jeune premier.
- Le Sergent, militaire bourru, parfois à la retraite.
- La Toinon, femme de Gnafron. Presque inexistante dans le répertoire classique, elle devient un personnage omniprésent chez Jean-Guy Mourguet et sa troupe du Petit Bouif, qui fait renaître ce personnage. Type de la bourgeoise acariâtre, elle est manipulée par Jean Clerc.

## Les sources du théâtre de Guignol

### Les sources classiques
Laurent Mourguet, ne sachant pas lire, n'a légué aucune pièce écrite.
Curieusement, c'est la censure imposée par Napoléon III, en contraignant les troupes à soumettre leurs textes, qui permet la conservation de ce patrimoine oral.
En 1852, Victor-Napoléon Vuillerme-Dunand, le lettré de la troupe de Mourguet, dépose douze manuscrits. Cette formalité n'empêche pas les marionnettistes d'improviser et de dire ce qu'ils ont à dire. Ces premières traces écrites de Guignol, sont aujourd'hui précieusement conservées à Lyon, aux musées Gadagne.
Mais c'est surtout grâce à Jean-Baptiste Onofrio que nous est parvenu le répertoire « classique ». Ce magistrat a publié en 1865, puis en 1889, deux volumes de textes. Il revendique cependant, dans la préface, avoir censuré certaines grivoiseries.
Depuis, le répertoire de Guignol a été transcrit dans de nombreux ouvrages. Parmi les pièces classiques du répertoire de Guignol, on trouve Le pot de confiture, Le déménagement, Les frères Coq, Les couverts volés, La racine merveilleuse, Un dentiste, Les souterrains du vieux château.

### Les variantes
À partir de 1911 plusieurs auteurs ont écrit des parodies d'opéras ou de drames pour le Guignol des frères Neichtauser, notamment Albert Chanay et Pierre Rousset, ouvrant ainsi  l'adaptation d'histoires célèbres pour le théâtre de Guignol. À Paris Robert Desarthis est le pionnier du genre transposant Guignol et la marionnette à gaine dans un univers à grand spectacle doté des technologies d'un vrai théâtre dès la fin des années 1920 : ce sont aussi bien des adaptations de romans tels que Michel Strogoff ou Mémoires d'un âne que des contes de fées. Cette école ouvre la voie à une importante suite de marionnettiste à Paris qui se réfèrent à l'œuvre de ce dernier tandis que les autres sont plus fidèles à l'esprit traditionnel[réf. nécessaire].

### Parler lyonnais et héritage culturel
Guignol est le digne représentant du parler lyonnais selon Tancrède de Visan. Afin d'entendre l'essence du parler lyonnais, il conseille d'assister à une pièce du répertoire plutôt que de consulter des ouvrages inutilement. Les textes du répertoire sont émaillés de mots et d'expressions typiques de l'idiome local.
De nombreux mots ou expressions ayant pour origine le mot Guignol sont attestés :
- guignol : « se dit de quelqu'un de pasquin, qui fait des grimaces »[NdP 5]
- guignol  est  parfois utilisé comme traduction de joker.
- faire le guignol : manquer de sérieux en frisant le mauvais goût[PF 19]
- grandguinolesque : adjectif désignant une personne ou un comportement, dérivé de l'expression faire le guignol[PF 19]guignoliste : marionnettiste du théâtre de Guignol

### Guignol, patrimoine culturel

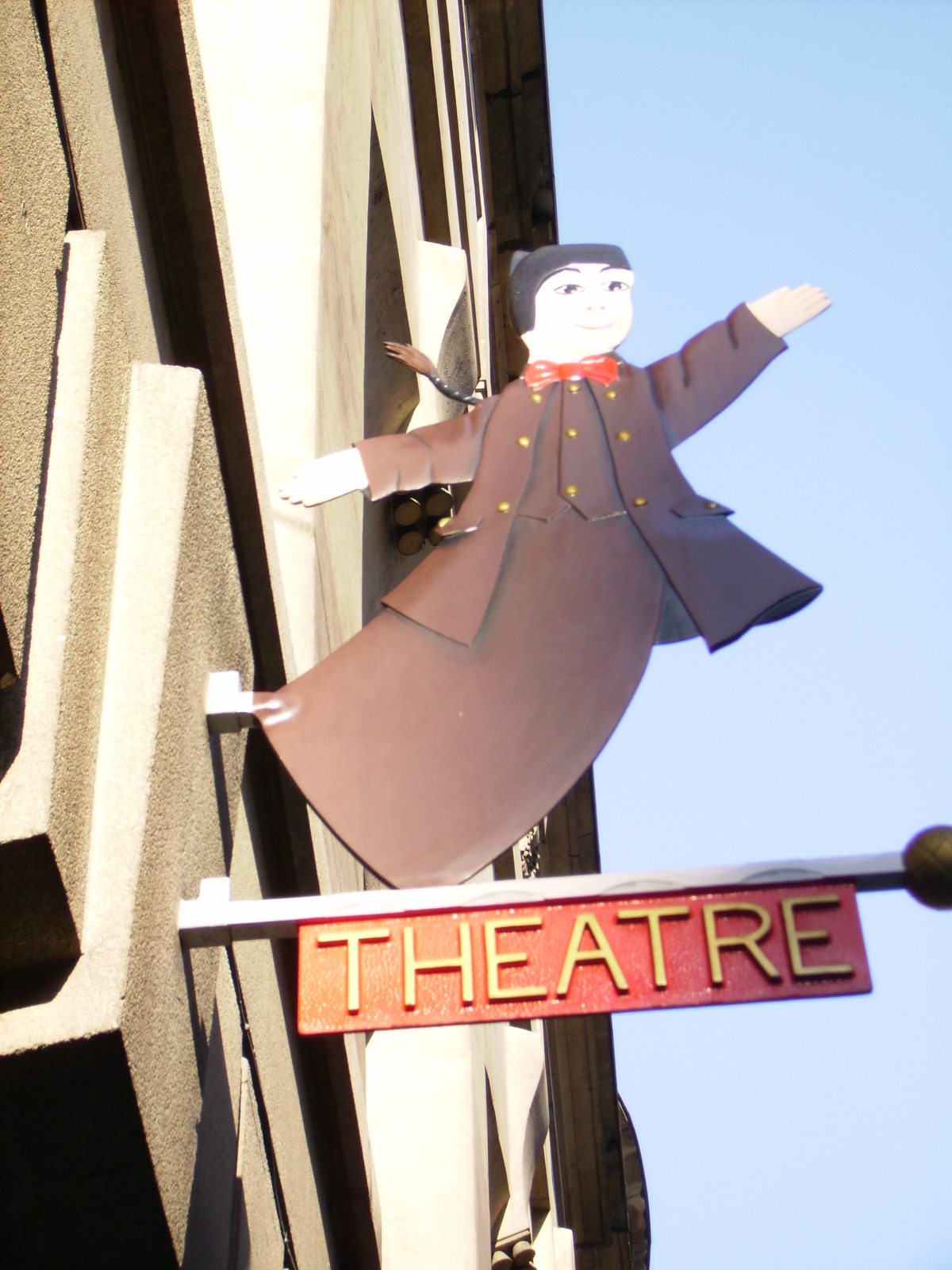
Enseigne du théâtre Le Guignol de Lyon (La Compagnie M.A.) rue Louis Carrand à Lyon.

Guignol fait partie du patrimoine lyonnais, devant d'autres personnages comme la Mère Cottivet ou Benoit Lerégent.
Son répertoire classique est fortement lié au monde de la soierie.
Paul Fournel estime que Guignol fait partie du patrimoine culturel enfantin, au même titre que Mickey Mouse ou Tintin, qui évoquent le goût d'autrefois et le parfum de l'enfance. Le spectateur anonyme fait davantage mention de vagues costumes marron et d'histoire se finissant en coup de bâton que d'un spectacle grivois et contestataire.
« Notre âme populaire lyonnaise, elle, s'est logée dans une poupée de bois », dira Justin Godart, homme d'État et spécialiste de l'identité lyonnaise. Guignol est un symbole des traditions lyonnaises et dans les pièces, on retrouve des expressions lyonnaises qui ont tendance à disparaître. Symbole utilisé à des fins touristiques, il s'affiche sur les brochures de l'office du tourisme, sur l'autoroute à l'entrée de l'agglomération, sur certains trolleybus (ligne S6), certaines façades d'immeubles en fresques peintes, et sur des timbres en 1994 puis 2003.

## Sociétés amicales et associations

### Société des amis de Guignol
En 1911, un comité est créé afin d'élever un monument à la mémoire de Laurent Mourguet. L’inauguration d'une stèle aura lieu quelques mois plus tard, avenue du Doyenné dans le Vieux-Lyon. Il reste alors un peu d'argent de la souscription. Justin Godart propose alors d'utiliser ces fonds pour créer une association avec pour but "la conservation et l’enseignement des traditions notamment du théâtre Guignol, du caractère et de l’esprit lyonnais". Nommée : société des amis de Guignol, l'association compte plus de 600 adhérents en 2013.
Elle a longtemps attribué un prix annuel de La Meilleure Pièce de Guignol; assurant à l'auteur au moins une représentation.
Parmi ses membres les plus remarquables,
- Justin Godart;
- Emile Leroudier, dessinandier ;
- Pierre Nichthauser, directeur de Théâtre Guignol;
- Jean Vermorel;
- Eugène Vial;
- Edmond Locard, célèbre criminologue ;
- Joseph Lavarenne et son Benoît Lerégent ;
- Gérard Truchet et son père Craquelin.

### Les musées

#### Lyon et sa région
- Musée des arts de la marionnette, situé dans l'ensemble Gadagne de Lyon.
- Musée de la marionnette de Brindas.
- Petit Musée Fantastique de Guignol à Lyon.

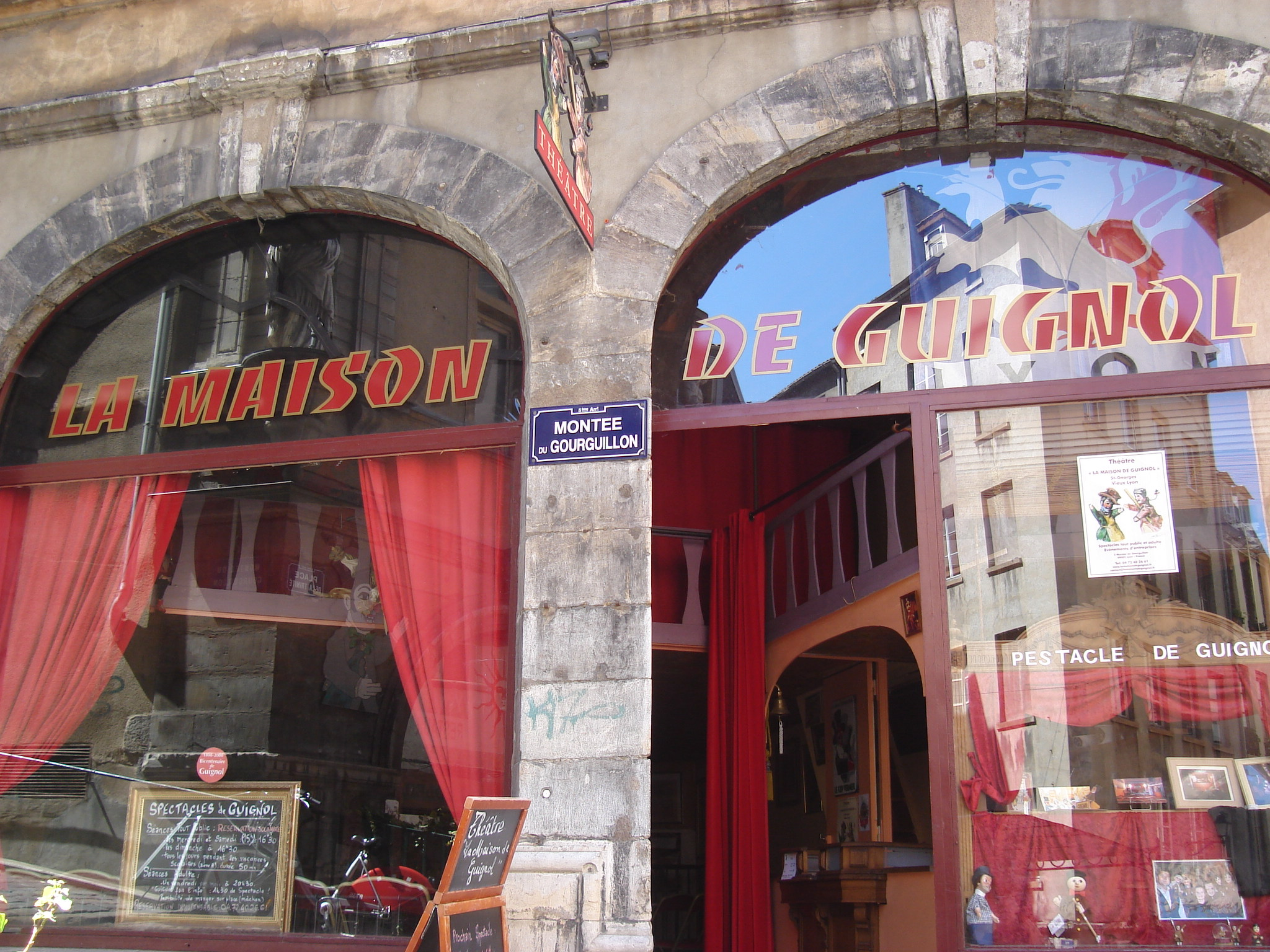
La maison de guignol sur la Place de la Trinité (Lyon) à Lyon.
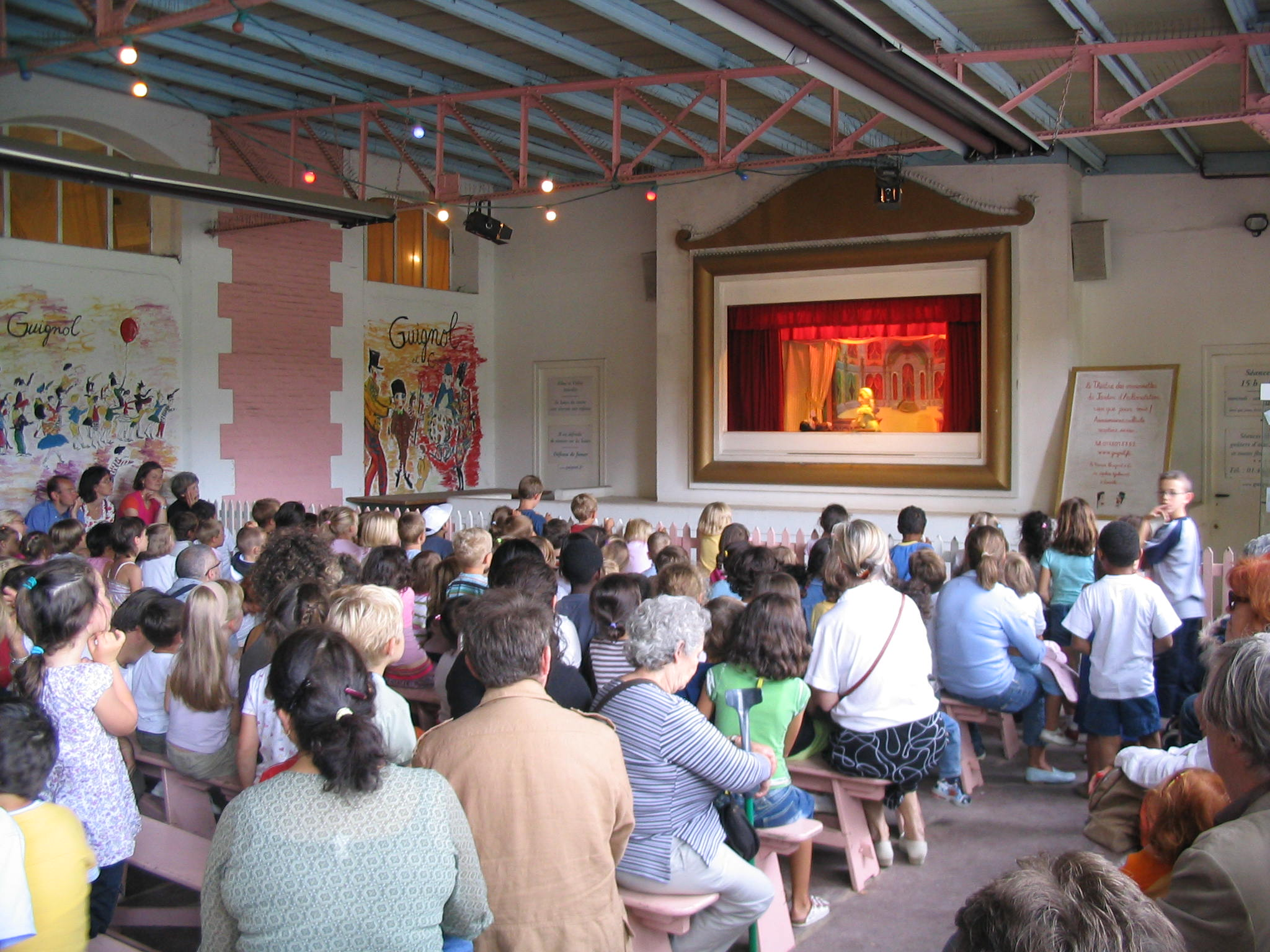
Représentation de théâtre de Guignol, à Paris, dans le jardin d'acclimatation.
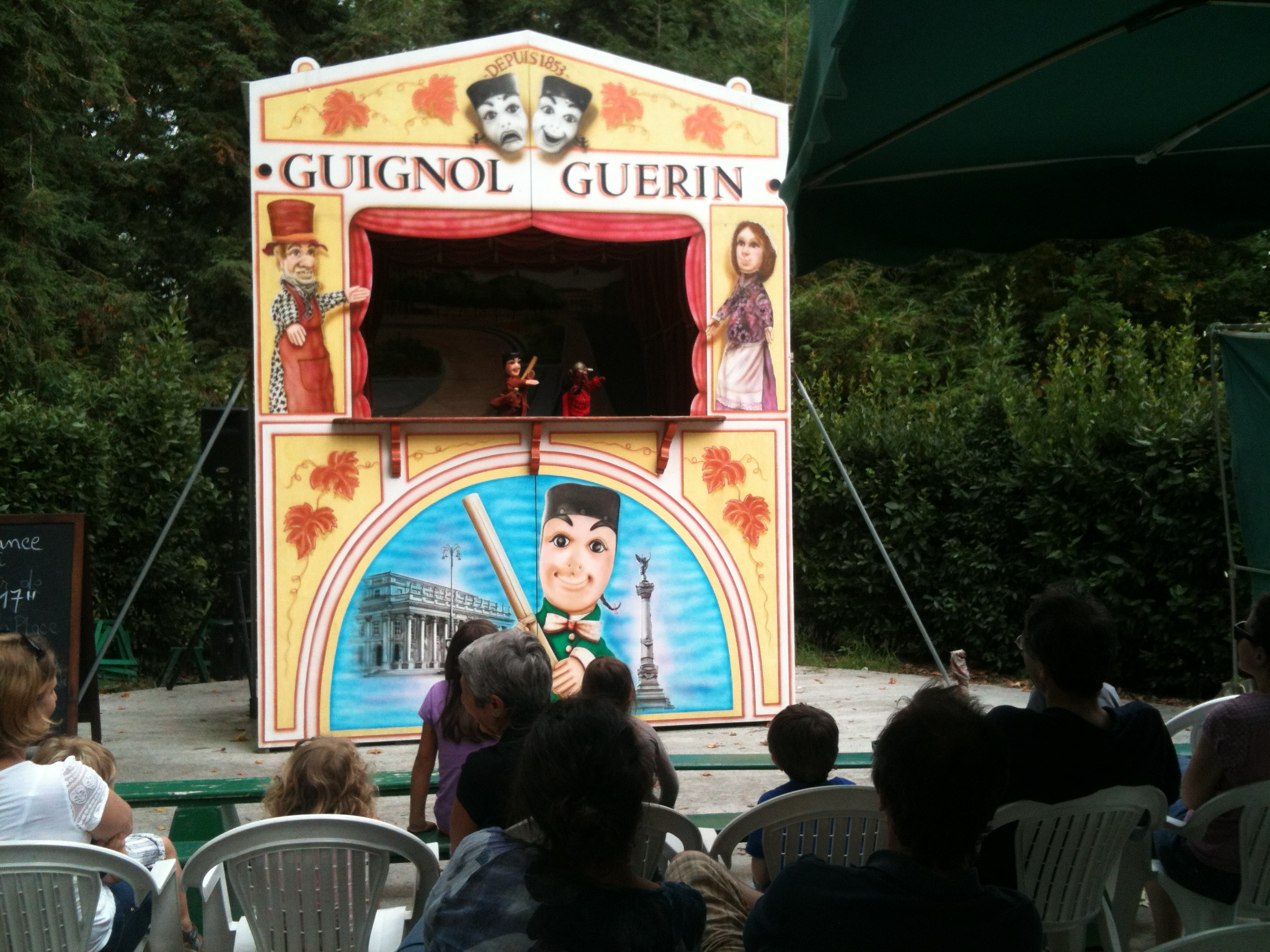
Castelet du Guignol Guérin au parc bordelais.
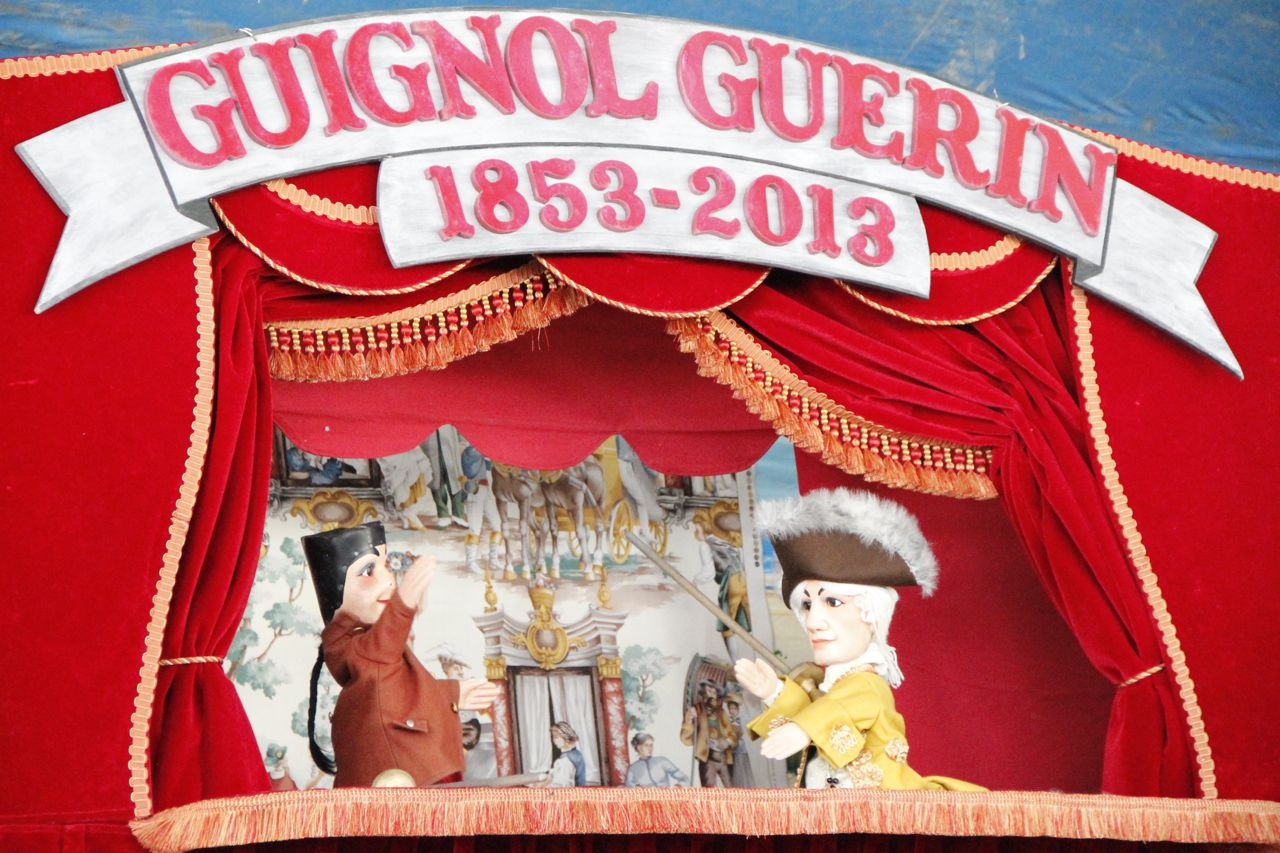
Spectacle du Guignol Guérin.
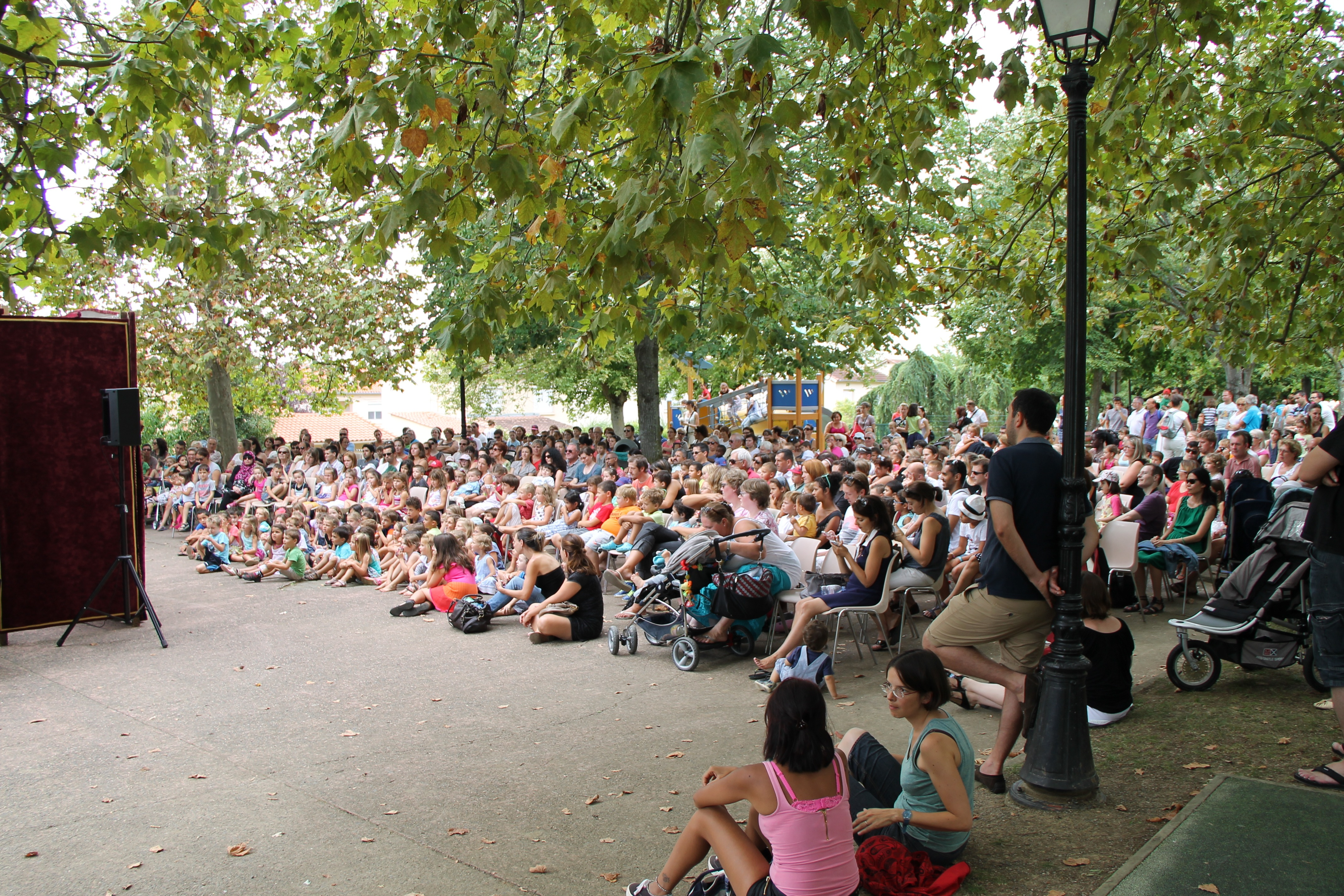
Spectacle du Guignol Guérin lors d'un déplacement.
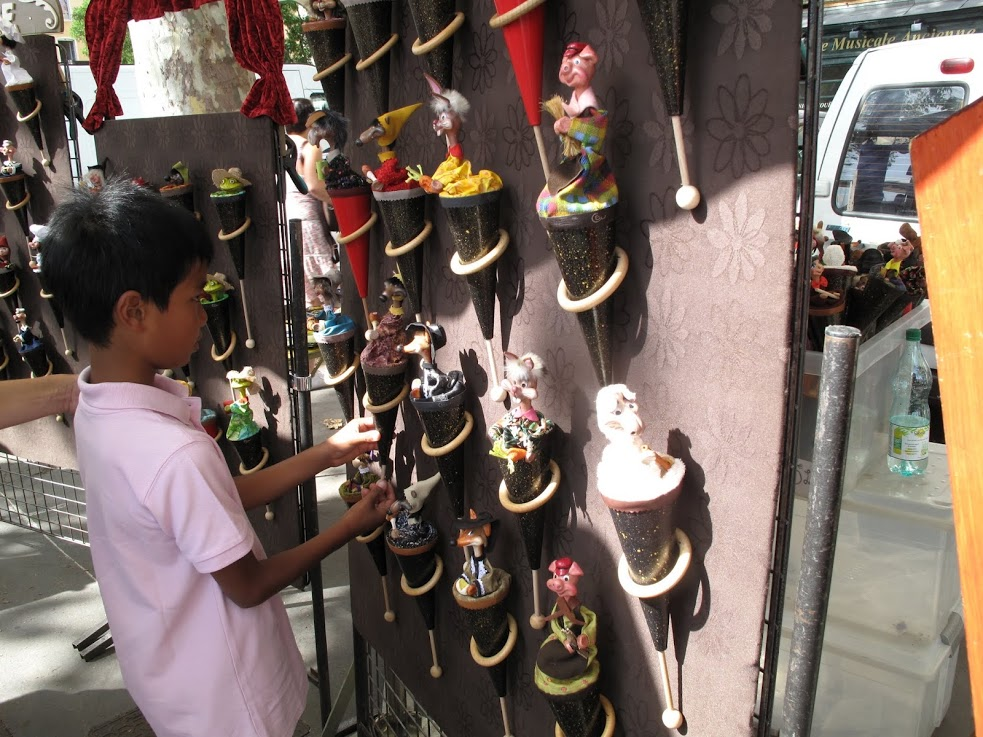
Guignol à Lyon.
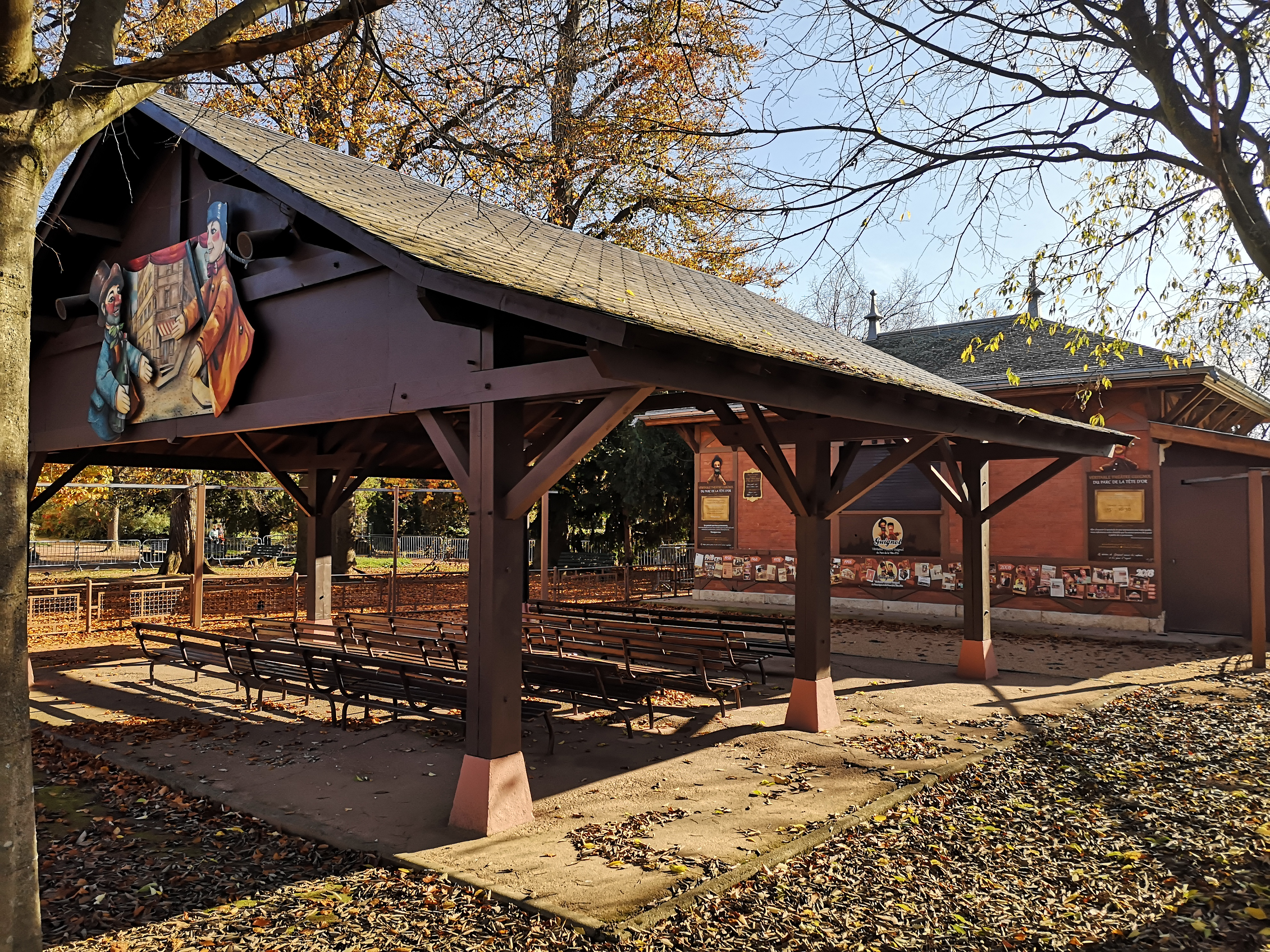
Théâtre de la Tête d'Or (Lyon).

### Les compagnies
Théâtre de guignol pour enfants: Site web, grandes marionnettes traditionnelles en bois.
Théâtre de marionnettes du Guignol Guerin depuis 1853 à Bordeaux théâtre de marionnettes le plus ancien de France toujours en activité.

## Guignol dans la culture populaire
Le terme Guignol a essaimé hors de la région lyonnaise. Il désigne soit une marionnette, soit une personne qui s'amuse et amuse les autres.
Guignol a aussi été le titre d'un hebdomadaire satirique lyonnais, de petit format, célèbre pour la caricature d'actualité formant la première page, publié de Guignol de 1943 à 1972.

### Les Guignols de l'info
Les Guignols de l'info est une émission satirique de marionnettes de la chaîne de télévision française Canal+.

### Présence de Guignol dans la vie quotidienne
- Dans la chanson : la chanson C'est Guignol de Chantal Goya
- Dans la publicité : Gnafron faisant la réclame pour le Cep Vermeil
- Dans la marine à voile, un guignol désigne un dispositif pour raidir le mât (ou une partie de celui-ci). Il est composé d'un triangle rigide perpendiculaire au mât, sur lequel viennent s'appuyer deux câbles tendus qui assurent la rigidité.
- À l'Assemblée nationale, les guignols sont des loges situées au-dessus de l'hémicycle, dans lesquelles se trouvent les équipes de télévision et les commissaires du gouvernement.
- Dans le film La Grande Vadrouille, Bourvil et Terry Thomas, déguisés en officiers allemands, se mêlent aux enfants spectateurs.
- Dans le film Bécassine, un personnage grec a un théâtre de Guignol ambulant.
- Dans le film Charade, Audrey Hepburn et Cary Grant se retrouvent devant le Théâtre du vrai Guignolet, près des Champs-Élysées.

## Galerie

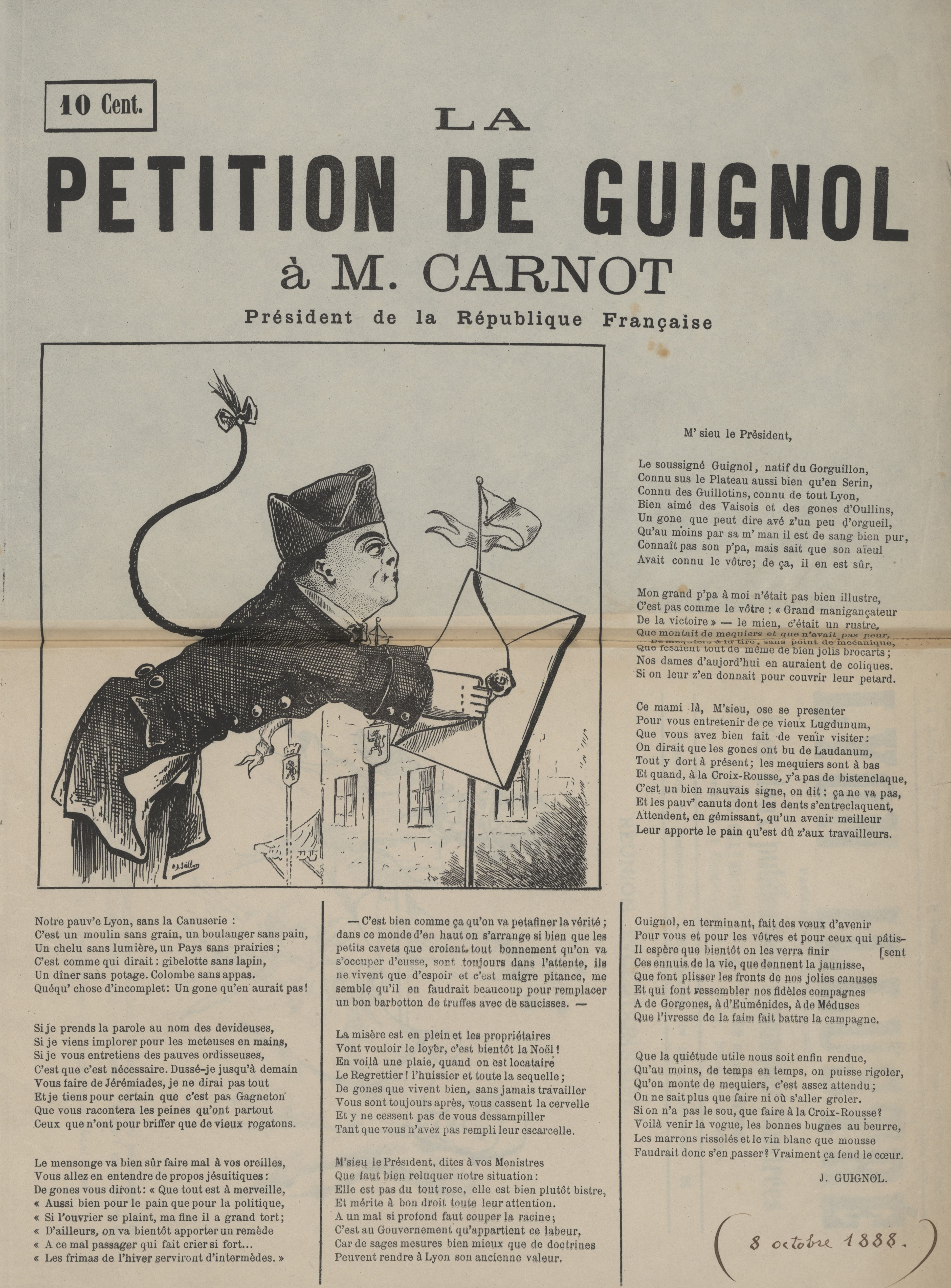
Affiche de 1888 représentant Guignol s'adressant au président de la République Sadi Carnot pour défendre le peuple lyonnais[14]. Demande présentée par Gilber Verrier, cafetier à Villefranche, d'organiser des soirées "théâtres de guignol"

### Études sur Guignol
- Marcel Maréchal, Une Anémone pour Guignol, 1975, Christian Bourgois.
- Paul Fournel, L’histoire véritable de Guignol, 1975, Federop, réédition Slatkine.
- Pierre-Yves Saunier, « De la poupée de bois à l'emblème patrimonial : Guignol de Lyon », Le monde alpin et rhodanien, nos 3-4,‎ 1992, p. 57-88 (lire en ligne )
- Paul Fournel, Guignol, les Mourguet, 1995, Seuil.
- Tancrède de Visan, édition complétée par Gérard Truchet, Le Guignol Lyonnais, 2004.
- Gérald Gambier, Guignol, 2004, La Taillanderie.
- Jean-Paul Tabey, Guignol, marionnette lyonnaise, 2006, éditions Alan Sutton.
- Guignol 14-18 : mobiliser, survivre, 2015, Musées Gadagne , Silvana Editoriale

### Recueils de pièces
- Théâtre de Guignol, de Fernand Beissier, 1894, consultable sur Gallica :
- Théâtre lyonnais de Guignol, recueilli et présenté par Jean-Baptiste Onofrio. Marseille : J. Laffitte, 1998, 512 p.
- Guignol, pièces du répertoire lyonnais ancien choisies, reconstituées et présentées par Gaston Baty. Editions Coutan-Lambert.
- Théâtre des marionnettes du Jardin des Tuileries, répertoire  pour Polichinelle, Pierrot, Arlequin... textes écrits, réunis et illustrés par Louis-Edmond Duranty. Arles : Actes sud, 1995, 570 p. Coll. "Babel" no 182.
- Mam'zelle Gnafron et autres pièces du Guignol lyonnais (recueil de 1925), préface et notes de Jean-Yves Masson. Paris : Editions de La Coopérative, 2016, 368 p.

### Pièces à l'unité
- Le Guignol au gourdin, pièce de théâtre pour marionnettes de Federico García Lorca (1928).

- La Promenade mouvementée, José-Luis Gonzalez.
- Le Voleur volé, José-Luis Gonzalez.
- Le Marchand de coups de bâton, José-Luis Gonzalez. Paris : Seuil jeunesse, 2003, 54 p.
- Guignol fait des blagues, Marie-Thérèse Sprocani. Paris : Art et Comédie, 2005, 51 p. Coll. "Côté cour".
- 34 pièces d'Albert Chanay, chez Max Orgeret, Lyon. fonds Max Orgeret, BM Lyon